# История Пермского края
Пермский край — регион Российской Федерации, находящийся на востоке европейской части России (в Предуралье) и западных склонах Среднего и Северного Урала.

## По археологическим раскопкам
Территория Пермского края была заселена уже в эпоху палеолита. В местонахождении Ельники в бассейне Камы Б. И. Гуслицером и П. Ю. Павловым найдены два архаичных отщепа и чоппера вместе с костями ископаемого слона Вюста (Archidiskodon wusti). На Верхней Камы известен ряд местонахождений с галечным инвентарём — Ганичата I, Слудка, Тупица, Борисово, Тарасово.
К среднему палеолиту относится поселение Сосновка III на правом берегу реки Становая (100—40 тыс. до н. э.).
К эпохе верхнего палеолита относятся стоянки стрелецкой культуры (Гарчи 1, Сорокино и Сосновское II), стоянки Гарчи II—VI у деревни Усть-Пожва, Ельники I (30 тыс. лет до н. э.) на реке Сылва, Высокий грот I, Близнецова Грот, Двухэтажка (Сквозная), Драконова Щель I, пещера Тайн I, Тихий Камень I, т I, Чёрные кости грот I, Малая Бычема I, Устиново IV, Школьный лог I, Сосновка IV, Осиновка I, Конец гор I—II, Насадка I, Шульдиха I, Шировановский I, Палкинская стоянка, Копыловка I, Ельники II, Ганичата I, Ганичата II, Пещерный Лог, Заозерье в нижнем течении реки Чусовой (в настоящее время Чусовского плёса Камского водохранилища), на мысе III надпойменной террасы, на абсолютной высоте 118 м, Егоши́ха в Перми и др. Островская стоянка (стоянка им. М. В. Талицкого) эпохи верхнего палеолита находится на правом берегу реки Чусовой вблизи деревень Остров и Гляденово Верхнегородского района. Характерной особенностью техники изготовления большинства бифасов со стоянки Заозерье является применение мустьерской плоско-выпуклой ретуши. Среднепалеолитические формы (плоско-выпуклые бифасы) каменного инвентаря имеют аналогии в индустриях восточноевропейской ветви восточного микока (кайльмессеры). Для культурного слоя стоянки Заозерье имеется термолюминесцентная дата в 41 000 л. н. Радиоуглеродные даты распределены в интервале 33 150 — 35 140 лет. Заозерские плейстоценовые лошади обитали в условиях умеренно холодного бореального климата с продолжительной снежной зимой и относительно коротким тёплым летом в области перехода от травянистого редколесья к степи, где произрастали луговые травы, дикорастущие злаки, ель, сосна и берёза. Кости плейстоценовых заозерских, якутских и западно-чукотских лошадей практически тождественны по изотопии кислорода, отвечающей наиболее пресным водам в ряду сопоставляемых объектов, тогда как животные мамонтовой фауны на территории Западной Европы, Печорского Приуралья и Западной Сибири употребляли несколько более солоноватую воду. В рамках степного континуума популяций заозерские лошади представляют наиболее изотопно лёгкую по коллагеновому азоту (то есть «травянистую») популяцию, тогда как среда обитания плейстоценовой териофауны в Западной Сибири может быть отнесена по изотопным данным к саваннам. 6-й слой грота Большой Глухой на правом берегу реки Чусовая (Чусовской район) радиоуглеродным методом датируется возрастом 33 900 лет.
На правом берегу реки Кумыш (левого притока Чусовой), в 300 м от места её впадения в Чусовую (Полдневую) находится Кумышанская пещера, палеолитический слой которой по кости мамонта датируется возрастом 12 430±260 лет. Для нижнего палеолитического слоя Кумышанской пещеры, в котором найдены два нуклеуса, два отщепа и заготовки бифаса, радиоуглеродным методом по кости носорога получена датировка 33 670 ± 300 лет назад.
Для грота Близнецова радиоуглеродным методом получена датировка 28 540 ± 300 лет. В гроте Близнецова были найдены следы кострищ. Орудийный набор памятника Гарчи I наиболее близкие аналоги находит в материалах V слоя стоянки Костёнки I. Грот Столбовой на Усьвинских столбах имеет радиоуглеродную дату по кости 22 890 ± 200 лет.
Культовые комплексы мезолита, неолита и энеолита Кумышанской пещеры представлены единичными находками. При раскопках южной половины пещеры было выявлено необычное коллективное неолитическое погребение (3 женщины и 4 ребёнка). Обнаруженная распавшаяся по швам черепная крышка годовалого младенца служила своеобразной чашей для хранения минеральной краски. По человеческим костям погребение получило калиброванную радиоуглеродную дату — 3622—3108 лет до н. э. (поздний неолит). У неолитического образца NEO687 (3624—3361 лет до н. э.) из Кумышанской пещеры определили митохондриальную гаплогруппу U5a1d2 и Y-хромосомную гаплогруппу R1a.
Турбинский могильник сейминско-турбинской культуры (сейминско-турбинский феномен) XV-XIV веков до н. э., находящийся на правом берегу реки Кама напротив устья Чусовой у деревни Турбино, имеет ближайшие аналогии с находками из Сейминского могильника на Оке и из Ростовкинского могильника самусьско-сейминского хронологического пласта близ Омска.
Около деревни Болгары находятся позднеананьинские селища Болгары IV, V, IX, X на реке Сарабаиха и могильник Протасы на левом берегу реки Симеихи. Материальная культура Болгарского IX селища и синхронного могильника Протасы датируется III—II веками до н. э. и относится к переходному периоду от ананьинской к гляденовской культуре в Пермском Прикамье.
По данным археологических раскопок, здесь была развита не только чёрная металлургия, но также находились серебряные рудники. III—VI веками нашей эры датируется Мокинский могильник эпохи великого переселения народов.
В эпоху Великого переселения народов позднесарматская инвазия приобретает характер миграции-вторжения. В результате этого в Среднем Прикамье формируется неволинская культура в её ранней (бродовской) стадии, а в Верхнем Прикамье — ломоватовская (харинская стадия). В начале IV в. отдельные группы носителей бакальской культуры, синкретичной и генетически связанной с саргатской культурой раннего железного века, проникают на территорию Среднего Урала, взаимодействуя непродолжительное время с группами, оставившими бродовский (ранненеволинский) тип погребальных комплексов. С эпохой великого переселения народов связывают проникновение на территорию Прикамья в конце IV века нового погребального обряда под курганами. Курганные некрополи возникают в рамках памятников харинской (Митино, Бурково, Качка), неволинской (Броды, Верх-Сая), мазунинской (Старая-Мушта, Тураево) и турбаслинской (Ново-Турбаслы, Уфимский, Кушнаренковский) культур. «Харинский» тип памятников (конец IV - VII век) был выделен  A. В. Шмидтом по названию села в Гайнском районе, где были исследованы первые курганы.
По селу Неволино, находящемуся на правом берегу реки Ирень, названа средневековая неволинская культура. Формирование неволинской (угорской) культуры стало результатом саргатской инвазии в Прикамье. У представителя неволинской культуры Bartym3/Bartim16/B из Бартыма (428—591 гг., Phase II) определили Y-хромосомную гаплогруппу R1b-M269 и митохондриальную гаплогруппу U4d2. В Предуралье обнаружено три Y-хромосомных гаплогруппы N1a1-M46 (образцы из Бродского, Бартымского и Баяновского могильников). Несколько отношений митохондриального происхождения соединяют Зауралье и Предуралье: например, образцы из Уелги и Сухого Лога сгруппированы вместе в одной основной ветви дерева гаплогруппы A+152+16,362, кроме того, образцы из Уелги и Броды (с митохондриальной гаплогруппой D4j2) и из Уелги и Бартыма (с митохондриальной гаплогруппой U4d2). У неволинского образца BRO001 (253–530 гг.; 1680±35 лет до настоящего времени) из Бродовского могильника на окраине деревни Броды (Кунгурский район) определили митохондриальную гаплогруппу U4a1d и Y-хромосомную гаплогруппу R1b. Курганные захоронения Бродовского могильника датируются концом IV - VI веком, бескурганные захоронения датируются VII - началом IX века. В V веке произошла смена ориентировки погребений с юг-север на запад-восток. Судя по многочисленности кожаных поясов неволинского типа, характерных для женских захоронений и датируемых концом VII—VIII вв., разнообразии их вариантов, находкам полных, со всеми привесками экземпляров, они производились в Сылвенском поречье. Один неволинский пояс обнаружен в королевском кургане в Уппсале. Неволинские пояса в конце VIII—IX веке сменились в Прикамье многочисленными и разнообразными поясами салтовского типа. Ломоватовская культура (харино-ломоватовская культура) в Верхнем Прикамье VIII—IX веков названа по многочисленным находкам на реке Ломоватка (Ильинский район). Основной традицией в ломоватовской культуре являлось захоронение умерших ногами к реке. На Бояновском могильнике IX—X веков, найденном при разработке карьера, из которого брали грунт для насыпи строящейся железной дороги Лёвшино—Кизел, умерших хоронили в вытянутом на спине положении с вытянутыми вдоль туловища руками, в основном с ориентировкой головой на север−северо-запад или на север. Три погребения были головой на запад. Покойники при погребении заворачивались в бересту. Погребения совершены по обряду ингумации. Исключение составляет погребение № 51, которое было выполнено по обряду кремации. Кости лошади (фрагменты черепа) размещались в ногах погребённого. Обнаружены остатки тризны в виде глиняных сосудов, костей животных (преимущественно зубы лошади) и угольков. На Баяновском могильнике IX — начала X века маски представлены в целом в многочисленных погребениях, включая мужские, женские, детские и в условных захоронениях (кенотафы), что не является типичным и выделяет данный могильник среди других памятников ломоватовской культуры. Во многих погребениях с саблями и деталями узды на груди погребённого воина находился особый знак — серебряная подвеска в виде всадника, что, видимо, означало принадлежность к особой всаднической касте. В могилах венгров периода обретения Родины найдены похожие знаки — например, в могильнике Хайдусобосло-Аркошхалом в Венгрии. Часть мадьяр, не ушедших в 884 году в составе племён семи старейшин вместе с великим множеством союзных народов в Северное Причерноморье, оставалась в X — XI веках в Предуралье на территории современных Татарстана, Башкирии и Пермского края. Кушнаренковская культура (популяция зауральской стоянки Уелги) и популяции, связанные с ломоватовской и неволинской культурами Предуралья (Баяново, Броды, Бартым, Сухой Лог), обнаруживают обширные генетические связи с венграми-завоевателями Прикарпатья.
На территории Добрянского района на правом берегу реки Исток (приток Вильвы, бассейн Косьвы) находится Бояновский могильник IX—XI веков. Возможно, здесь находилась Magna Hungaria — гипотетическая прародина современных венгров. Уход венгров в поисках «новой Родины» завершил угорскую (точнее – угро-мадьярскую) эпоху в этнической истории Прикамья и Предуралья, но там продолжали обитать разрозненные и, очевидно, весьма немногочисленные угорские группы представленные в регионе отдельными и широко разбросанными географически памятниками петрогромского (предчияликского) типа. Угорский анклав в Верхнем Прикамье заметно сокращается вследствие вытеснения «ломоватовцев» финскими (древние коми) мигрантами. На рубеже IX–X веков часть «ломоватовцев» мигрирует в Волжскую Болгарию, часть – на восток, за Урал.
Родановская культура названа по Роданову (Ротанову) городищу в Юсьвинском районе. Датируется IX—XV веками или XII–XV веками (тогда ранние памятники относят к ломоватовской культуре, на основе которой сложилась родановская культура. Выделяются два этапа: лаврятский (X-XII века) и рождественский (XII-XV века). В 1,3—1,9 км к юго-западу от центральной части села Рождественск на высоком коренном берегу реки Обвы (правый приток Камы) находится Рождественское городище — крупнейший средневековый археологический памятник Пермского края. Рождественское городище было построено как торгово-ремесленная фактория Волжских булгар на рубеже IX—X веков и функционировало до первой четверти XIV века.
Во второй половине IX века после нападений печенегов в Предуралье исчезли угорские кушнаренковская, неволинская культуры. В конце X века на опустевшую территорию мигрируют угорские родоплеменные группы, составившие основу постпетрогромской культуры. В Пермском крае наиболее выразительные комплексы постпетрогрома выявлены в Кишертском могильнике и в некрополе Селянино озеро.
В погребении ломоватовской культуры № 37 на Рождественском археологическом комплексе, датирующимся рубежом X-XI веков, найдена серебряная трапециевидная подвеска со знаком Рюриковичей — трезубцем князя Владимира Святославовича.
Плотниковский могильник XIII—XIV веков является примером инфильтрации смешанного славяно-финского населения из районов Европейского Северо-Востока в Среднее Предуралье.

## Начало русской колонизации Прикамья

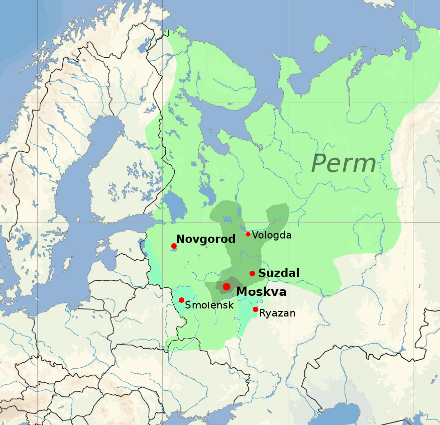
Пермь в русских землях XIV—XV веков

На рубеже 1-го и 2-го тысячелетий нашей эры южные территории современного Пермского края подпадали под влияние Волжской Булгарии, а затем — Золотой Орды. От смертоносного Монгольского нашествия на Русь значительная часть уцелевшего русского населения искала спасения в труднодоступных таёжных и болотистых землях севера, откуда затем русские первопроходцы начали колонизацию и христианизацию Прикамья. Сначала появились ушкуйники — русские речные пираты, которые позже стали именоваться казаками. Тогда «Пермью» назывались все земли, расположенные севернее и северо-западнее нынешнего Пермского края (современные территории Республики Коми и Архангельской области, расположенные в бассейне реки Вычегда и её притоков). В основном они подчинялись Новгородской республике, затем попали в зависимость от Великого княжества Московского. С этих же земель собирать дань пытались и Казанское ханство и даже Югорские княжества, находившиеся к востоку от Уральских гор. Великий князь Владимирский (Московский) Иван Калита требовал с новгородцев выплачивать дань Закамским серебром.

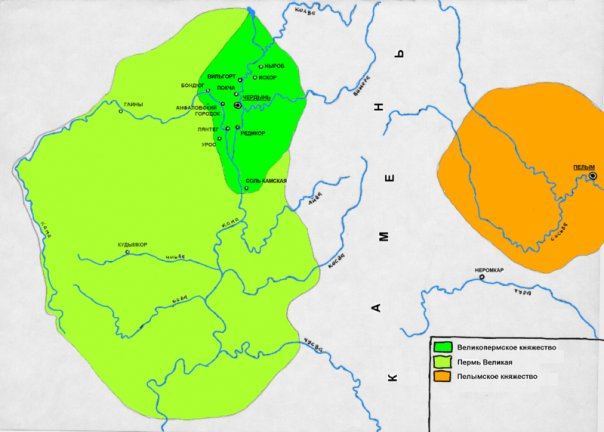
Великопермское и Пелымское княжества

Югорские княжества

В середине XV века в северном Прикамье образовалось коми-пермяцкое средневековое Великопермское княжество (Чердынское княжество), зависимое от Великого княжества Московского и, возможно, также от Новгородской республики (до 1472 года). Археологически Великопермское княжество охватывало территорию родановской культуры. В 1472 году был разорён Искор во время Чердынского похода войском русского князя Фёдора Пёстрого Стародубского.

## В XVI веке
Весной 1505 года разгневанный Иван III Васильевич 

«свел с Великие Перми вотчича своево князя Матфея и родню и братию ево».
 На этом история Великопермского княжества как наследственного владения, зависимого от Москвы, закончилась. Далее эта земля управлялась московскими наместниками: князем-воеводой Ковровым Василием Андреевичем и его преемниками.
Таким образом, Пермская земля вошла в состав русского государства раньше, чем соседняя Вятская земля, находившаяся ближе к Москве, но пребывавшая на тот момент в зависимости от Казанского ханства.
В первые годы после присоединения, отдельные пермские земли управлялись Разрядным приказом, с 1552 года — Казанским разрядом, с 1570 года — Приказом Казанского дворца, а с 1637 года — Сибирским приказом. Земли, подчинённые Сибирскому приказу, делились на уезды, волости и станы. Во главе уездов стояли воеводы. Наивысшей территориальной единицей был разряд, включавший в себя несколько уездов.

Российские губернии в 1708 году

Русскими купцами и промышленниками Строгановыми на территории Пермского края началась активная добыча поваренной соли. 4 апреля 1558 года царь Иван IV Грозный пожаловал Григорию Строганову огромные владения на земли по обе стороны Камы от устья Лысьвы до реки Чусовой — более 3,5 млн десятин «пустынных земель». 16 августа 1566 года земли Строгановых были взяты в опричнину, то есть в специальный удел Ивана Грозного до 1572 года, с особой территорией, войском и государственным аппаратом, доходы с которого поступали в государственную казну. 25 марта 1568 года жалованную грамоту на земли по реке Чусовой получил Строганов, Яков Аникеевич. В 1581 году Строгановы призвали Ермака с отрядом казаков в поход на покорение Сибири.

## В XVII веке
После присоединения к России Сибири, Строгановы получили огромные земельные угодья на территории нынешнего Пермского края. Русские цари освобождали их от налогов и от подчинения государевым («казённым») чиновникам («думным дьякам»). Даже самые знатные на Руси бояре и князья завидовали сказочному богатству, неизменной политической влиятельности и феодальным титулам Строгановых, которые нещадно эксплуатировали тысячи крепостных. Строгановы для себя добились почти полной монополии на добычу и продажу в Русском царстве поваренной соли, которая стала главным источником их состояния.

С 1613 года царь из Москвы в Соликамск стал назначать воеводу, для управления пермскими владениями. 

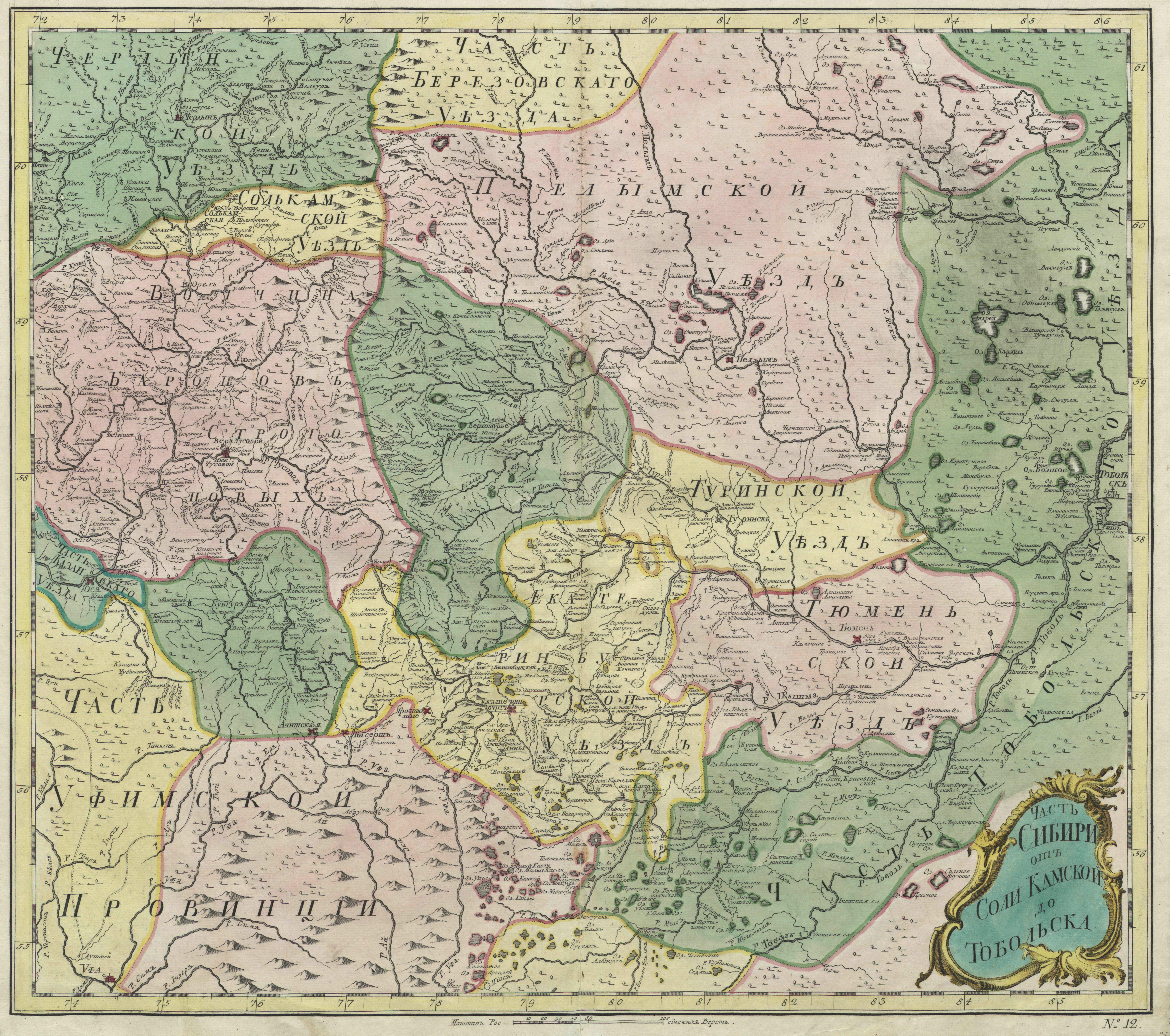
Владения Строгановых на Урале в 1745 году.

В 1617 году строгановский крестьянин Я. Литвинов сообщил в Москву, что нашёл медь в Соликамском уезде. Уже в 1618 году на месте вела геологические изыскания экспедиция, в которую входили дворянин Ч. Бартенев, подьячий Г. Леонтьев и англичанин-рудознатец Д. Ватер. Экспедиция обнаружила медь и небольшое количество золота. В 1634 году в Прикамье был построен Пыскорский медеплавильный завод, просуществовавший до 1657 года. В его строительстве участвовали 15 саксонцев во главе с А. Петцольтом. С этого времени на Урале начали возникать многочисленные металлургические заводы.
Территорию Пермского края сотрясали Башкирские восстания. Здесь же появились поселения старообрядцев, спасавшихся от притеснений царской власти.

## В XVIII—XIX веках

Карта административного деления Пермской губернии

Продолжительным военным кампаниям русского царя Петра I требовалось большое количество оружия, для изготовления которого стали организовывать Уральские медеплавильные и железоделательные заводы. На Урале особые государевы привилегии в металлургической отрасли получили помещики Демидовы.
В середине XVIII века единая вотчина Строгановых распалась и стала продаваться наследниками по частям Всеволожским, Лазаревым и другим дворянским родам. Металлургические заводы на Урале строились не только помещиками, но и государевыми чиновниками («казённые заводы», к числу которых относился и Егошихинский завод, который стал губернским городом Пермь).
В южных пределах Пермского края ещё в период Золотой Орды образовалась «Оси́нская дару́га» — административно-территориальная единица этнических башкир, подразделявшаяся на волости (рода). Она затем существовала в составе Русского царства и Российской империи и до 1708 входила в Уфимский уезд Казанской губернии (в 1708—1719 гг.), затем — Уфимской провинции (в 1719—1744 гг.), потом — Оренбургской губернии (в 1744—1781 и 1796—1798 гг.) и, наконец, Уфимского наместничества (в 1781—1796 гг.). С некоторыми изменениями она сохранялась до образования кантонной системы управления в Башкортостане в 1798 году. На территории Осинской даруги 27 января (7 февраля) 1781 года был образован Осинский уезд, вошедший в состав Пермской области Пермского наместничества — с 12 (23) декабря 1796 года в составе Пермской губернии.

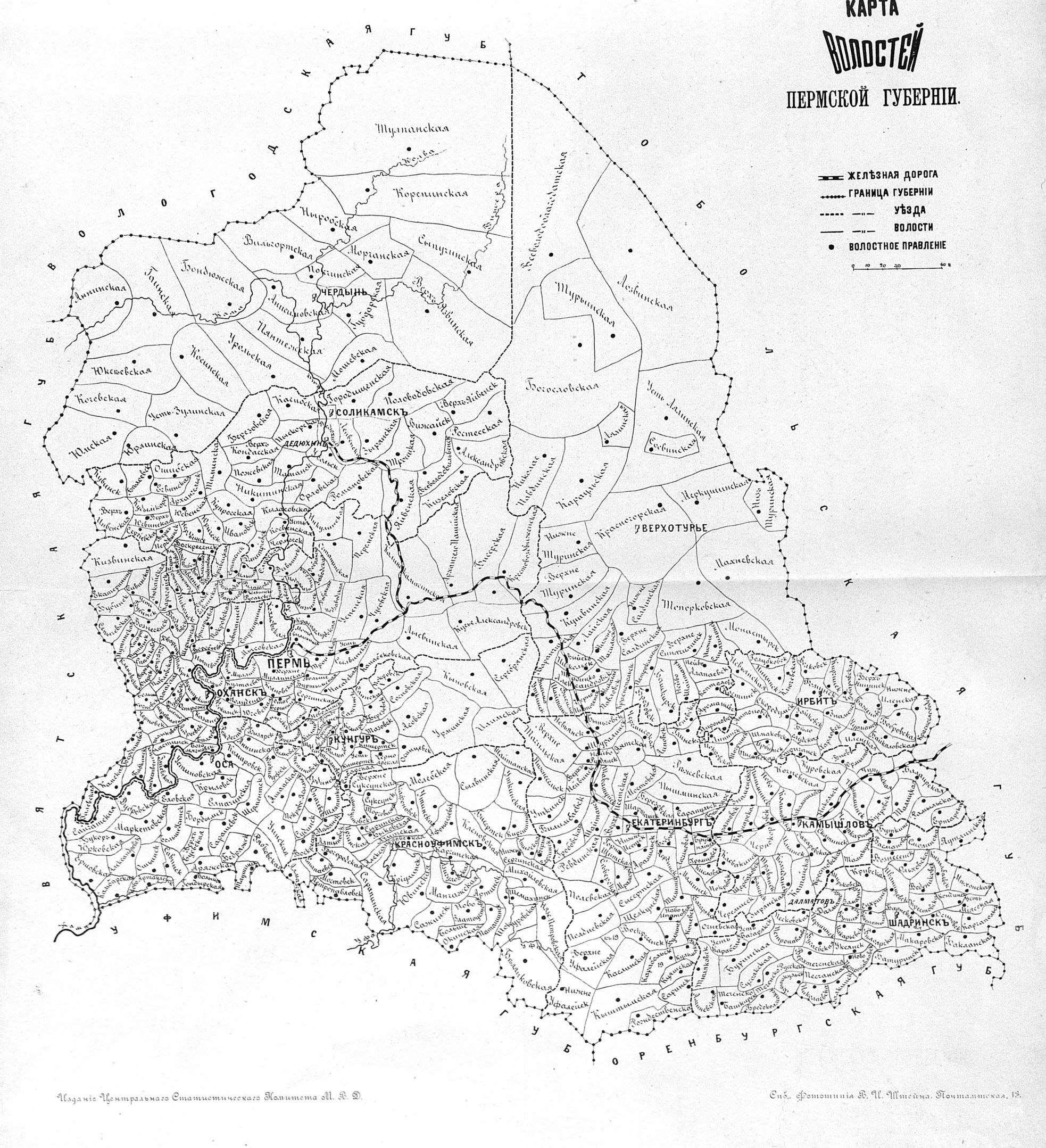
Волости Пермской губернии в 1890 году.

Пётр I 18 (29) декабря 1708 года «Именным указом», объявленным из Ближней Канцелярии № 2218 «Об учреждении Губерний и о расписании к ним городов», образовал Сибирскую губернию, в которую вошла бо́льшая часть земель (север и центр) Пермского края:
Великий Государь указал, по Именному Своему Великого Государя Велико, Российском Государстве для всенародной, пользы учинить 8 губерний, и к ним расписать города.

... VIII. Сибирская. А в ней города: Тобольск, Енисейск, Илимск, Тара, Берёзов, Сургут, Тюмень, Томск, Мангазея, Иркутск, Кузнецк, Туринск, Нарым, Верхотурье, Якутск, Нерчинск, Красный Яр, Пелым, Кетск. Поморские: Кунгур, Пермь Великая, Чердынь, Соликамск, Кай городок, Яренск, да нане приписана вновь Вятка, и того 26, да к Вятке 4 пригородка, всего 30 городов.
В составе Сибирской губернии 29 мая (9 июня) 1719 на территории Пермского края образована возглавляемая воеводой Соликамская провинция, которая
29 апреля (10 мая) 1727 была передана в состав Казанской губернии. С 1719 года Кунгурский уезд входил в состав Вятской провинции, но в 1721 году был передан из Вятской провинции в Соликамскую ввиду большого расстояния между Кунгуром и Хлыновом. 13 (24) августа 1737 Соликамская провинция переименована в «Пермскую», с перемещением административного центра из Соликамска в Кунгур. Здесь в 1773—1775 годах прокатилась Крестьянская война под предводительством Емельяна Пугачёва.
18 (29) ноября 1780 года императрица Екатерина II подписала указ о создании Пермского наместничества в составе двух областей — Пермской и Екатеринбургской, и учреждении губернского города Пермь, на месте Егошихинского завода. В состав Пермского наместничества вошли 16 уездов:
- В Пермскую область вошли уезды: Пермский, Чердынский, Соликамский, Оханский, Осинский, Кунгурский, Красноуфимский, Обвинский;
- В Екатеринбургскую область вошли уезды: Екатеринбургский, Верхотуровский, Камышловский, Ирбитский, Шадринский, Челябинский, Далматовский и Алапаевский.

В 1783 году Челябинский уезд отошёл к Оренбургской губернии. В соответствии с указом императора Павла I от 12 (23) декабря 1796 года «О новом разделении государства на губернии» Пермское и Тобольское генерал-губернаторство было разделено на две губернии: Пермскую губернию и Тобольскую. При этом было сокращено число уездов: Обвинск, Алапаевск и Далматов лишились статуса уездных городов. Пермская губерния была в числе 17 регионов, признанных серьёзно пострадавшими, во время голода 1891—1892 годов.
16 (27) октября 1799 года согласно Указу российского императора Павла I «О приведении епархиальных границ сообразно границам губерний и об учреждении новых епархий» была образована Пермская епархия «для укрепления церковного влияния». Её территория была выделена из состава Вятской и Тобольской епархий. Новому «господину преосвященнейшему владыке» повелено называться епископом «Пе́рмским и Екатеринбу́ргским». Практически сразу же после учреждения архиерейской кафедры в Перми основывается Пермская духовная семинария 11 (23) ноября 1800 года.
С 27 февраля (11 марта) 1878 года здесь заработала Уральская горнозаводская железная дорога.

## В советское время
В феврале 1918 года административный центр Соликамского уезда перенесен в село Новое Усолье, Соликамский уезд переименован в Усольский уезд.
В период Гражданской войны в России на территории Пермского края произошли Пермская операция (1918—1919) и Пермская операция (1919).
15 июля 1919 года из состава Пермской губернии была выделена Екатеринбургская губерния в составе 6 уездов. 4 ноября 1920 года в состав Пермской губернии был включён Сарапульский уезд Вятской губернии. 3 ноября 1923 года Пермская губерния была упразднена, а её территория включена в состав Уральской области с центром в Екатеринбурге.

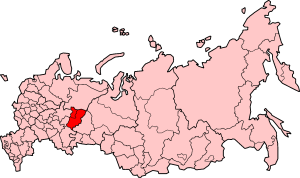
Пермская область на карте России
(карта дана на 1 ноября 2005 года).

3 октября 1938 года Указом Президиума Верховного Совета СССР путём выделения из состава Свердловской области была образована Пермская область. 31 мая 1939 года Верховный Совет СССР утвердил создание Пермской области.

С 8 марта 1940 года по 2 октября 1957 года Пермская область называлась Мо́лотовской областью.

Во время Великой Отечественной войны край очень активно помогал фронту, принимал раненых и беженцев, делал оружие.
В 1954 году здесь образовалось Камское водохранилище, а в 1962 — Воткинское водохранилище.
1 февраля 1963 года Указом Президиума Верховного Совета РСФСР в Пермской области была введена новая сеть районов. 4 ноября 1965 года Указом Президиума ВС РСФСР были образованы Горнозаводский, Еловский и Кишертский районы. 30 декабря 1966 года Указом Президиума ВС РСФСР был образован Уинский район в селе Уинское. 13 декабря 1968 года Указом Президиума ВС РСФСР был вновь образован Большесосновский район с центром в селе Большая Соснова.
28 января 1967 года по указу Президиума Верховного Совета СССР Пермская область награждена «Орденом Ленина» за заслуги, достигнутые трудящимися области в хозяйственном и культурном строительстве.

## XXI век
В соответствии с Указом Президента России В. В. Путина № 849 «О полномочном представителе Президента Российской Федерации в федеральном округе» от 13 мая 2000 года Пермская область была отнесена к Приволжскому федеральному округу.
В состав Пермской области входил Коми-Пермяцкий автономный округ (до 1977 года — национальный округ). С принятием Конституции России (1993 год) округ стал самостоятельным субъектом Российской Федерации, территориально продолжая находиться в составе Пермской области, также являющейся субъектом Российской Федерации, и находясь с областью в договорных отношениях.
7 декабря 2003 года состоялся референдум, на котором жители Пермской области и Коми-Пермяцкого автономного округа поддержали объединение в единый субъект Российской Федерации. С 1 декабря 2005 года Пермская область и Коми-Пермяцкий автономный округ прекратили своё существование, образовав новый субъект Российской Федерации — Пермский край. Объединение было подтверждено Федеральным конституционным законом от 25.03.2004 г. № 1-ФКЗ «Об образовании в составе Российской Федерации нового субъекта Российской Федерации в результате объединения Пермской области и Коми-Пермяцкого автономного округа».